# Elezioni parlamentari a Malta del 1932
Le elezioni parlamentari a Malta del 1932 si tennero il 11 e 13 giugno e videro la vittoria del Partito Nazionalista.

## Risultati
| Liste                          | Voti   | %     | Seggi |
| ------------------------------ | ------ | ----- | ----- |
| Partito Nazionalista           | 28 777 | 59,57 | 21    |
| Partito Costituzionale         | 15 023 | 31,10 | 10    |
| Partito Laburista              | 4 138  | 8,57  | 1     |
| Partito Laburista Indipendente | 238    | 0,49  | –     |
| Indipendenti                   | 129    | 0,27  | –     |
| Totale                         | 48 305 | 100   | 32    |